# Ampleforth
Ampleforth – wieś w Anglii, w hrabstwie North Yorkshire, w dystrykcie (unitary authority) North Yorkshire. Leży na skraju Parku Narodowego North York Moors, 28 km na północ od miasta York i 307 km na północ od Londynu. Miejscowość liczy 883 mieszkańców.
Nieopodal znajduje się opactwo benedyktyńskie Ampleforth Abbey.